# Pandrignes
Pandrignes är en kommun i departementet Corrèze i regionen Nouvelle-Aquitaine i de centrala delarna av Frankrike. Kommunen ligger  i kantonen Tulle-Campagne-Sud som tillhör arrondissementet Tulle. År 2022 hade Pandrignes 167 invånare.

## Befolkningsutveckling
Antalet invånare i kommunen Pandrignes
Referens:INSEE